# エマ・ストーネクス
エマ・ストーネクス（Emma Stonex 1983年 - ）とは、イギリスの作家。

## 経歴
英国ノーサンプトンシャー生まれ。
出版社ヴィラゴ・プレスの編集者を経て小説家となり、3つのペンネームで9作のエンターテインメント小説を刊行。
初めて本名で発表した『光を灯す男たち』は、英大手出版社Picadorの編集者に絶賛されて出版前から話題となり、2021年の発売早々、タイムズ紙などのベストセラー書ランキングに入った。

## 邦訳作品
- 『光を灯す男たち』小川高義 訳、新潮社、新潮クレスト・ブックス、2022年8月